# Замок Киллеви
Замок Киллеви (англ. Killeavy Castle) — один из замков Ирландии, расположен в графстве Арма, Северная Ирландия. Построен в XIX веке. При строительстве использован гранит. Замок перестраивал архитектор Джордж Парворт из Дублина. Замок составляет эстетическую ценность — живописный, стоит у подножия горы Слив Гуллион. Стены, ворота и сад образуют один архитектурный комплекс.
В свое время замок был известен как замок Киллеви-лодж. Замок был резиденцией семьи Фоксалл, чья гробница находится рядом — в церкви святого Луки. В 1836 году Пауэлл Фоксалл (1800—1875) — банкир из Ньюри поручил архитектору Джорджу Парворту построить замок. Впоследствии замок был превращен в большой величественный замок в стиле псевдоготики.
Сохранились записи 1837 года, где говорится, что замок Киллеви — резиденция Джона Фоксалла, находится в земле Клонлун. Стоит на восточном склоне горы Слов Гуллион и построен с хорошим вкусом.
В 1852 году замок был выставлен на продажу на аукционе. Но покупатель не был найден, а затем собственность продавалась по частям. До 1881 года замок Киллеви находился во владении семьи Белл, и после этого он стал известен в местном масштабе как замок Белла. Уильям Г. Белл (1872—1941) и его жена Мэри (ум. 1949) — оба похоронены в церкви Святого Луки в Мэй.
Сейчас замок находится в руинах. Новые владельцы планируют реставрировать замок и сделать там гостиницу для туристов. Замок Киллеви был продан на аукционе за £ 1 190 000. Он был куплен парой из Австралии. Они заказали у архитекторов проект 36-комнатный отеля, который должен располагаться недалеко от замка, и восстановления замка «к своей прежней славе». Они заявили, что проект может создать 85 рабочих мест. Супруги, которые пожелали остаться анонимными, надеются подать заявление на разрешение планирования для проекта в начале 2017 года. Замок пустовал больше 10 лет и сильно разрушился. Земельные владения вокруг замка Киллеви включают 330 акров земли и лесные массивы. Проект реставрации разрабатывает ирландский архитектор П. О’Хагган.